# Mitromorpha herilda
Mitromorpha herilda é uma espécie de gastrópode do gênero Mitromorpha, pertencente a família Mitromorphidae.